# فالوپیا جاپنیکا
فالوپیا جاپنیکا (نام علمی: Fallopia japonica) نام یک گونه از تیره هفت‌بندیان است.